# Flashback (Calvin Harris)
Flashback is een nummer van de Schotse dj Calvin Harris uit 2009. Het is de derde single van zijn tweede studioalbum Ready for the Weekend.
Het nummer werd ingezongen door de Jordanese zangeres Ayah Marar. Harris en Marar zouden vier jaar later ook samenwerken op Thinking About You. "Flashback" gaat over man die worstelt met zijn relatie, die op zijn laatste benen loopt. De plaat werd een bescheiden hit in het Verenigd Koninkrijk, waar het de 18e positie haalde. In Nederland deed de plaat niets in de hitlijsten, terwijl in Vlaanderen de 10e positie in de Tipparade werd gehaald.

## Tracklijst
- Muziekdownload

1. "Flashback" (radioversie) - 3:40
2. "Flashback" (albumversie) - 3:49
3. "Flashback" (David Guetta's One Love remix) - 7:11
4. "Flashback" (Eric Prydz remix)	- 7:50
5. "Flashback" (Goldie remix) - 4:45
6. "Flashback" (instrumentale mix) - 3:46

1. Cd-single
2. "Flashback" - 3:49
3. "Flashback" (Eric Prydz Remix)	7:52

1. 12"
2. "Flashback" (David Guetta One Love remix)
3. "Flashback" (Original Mix)
4. "Flashback" (Eric Prydz Remix)
5. "Flashback" (Goldie Remix)